# De Vrijbuiters (trio)
De Vrijbuiters was een Nederlandse band die bestond uit drummer/zanger Kees Verkaik (Lekkerkerk, 7 mei 1949 - 1 februari 2021), accordeonist/zanger Leo Mudde (Gouda, 16 januari 1949 - 5 april 2010) en bassist Frans Kieboom (Rotterdam) 1 juli  1941 -24 september 2004.

## Biografie
Begin 1983 richtten ze samen met Frans Kieboom het orkest op. Het trio bereikte na vele Tipparadenoteringen in 1990 de Nederlandse Top 40 met de singles Rode rozen gaf jij aan mij en Lieveling heb jij me niet meer nodig. In september 2004 overleed Frans Kieboom. De andere twee (Leo en Kees) gingen gewoon door onder de naam De Vrijbuiters en werden veelvuldig gevraagd voor het opluisteren van feesten en partijen.
Op 5 april 2010 overleed Leo Mudde aan een hartstilstand. Op 1 februari 2021 overleed Kees Verkaik. 
Het duo moet niet verward worden met de Limburgse dialectband De Vrijbuiters, die actief was tussen 1970 en 1985.

## Discografie

### Albums
| Album met eventuele hitnotering(en) in de Nederlandse Album Top 100 | Datum van verschijnen | Datum van binnenkomst | Hoogste positie | Aantal weken | Opmerkingen |
| ------------------------------------------------------------------- | --------------------- | --------------------- | --------------- | ------------ | ----------- |
| Rode rozen gaf jij aan mij                                          | 1990                  | 05-05-1990            | 64              | 6            |             |
| Gewoon                                                              | 1990                  | 20-10-1990            | 75              | 6            |             |
| Zoals we zijn                                                       | 1991                  | 02-11-1991            | 76              | 5            |             |

### Singles
| Single met eventuele hitnotering(en) in de Nederlandse Top 40 | Datum van verschijnen | Datum van binnenkomst | Hoogste positie | Aantal weken | Opmerkingen |
| ------------------------------------------------------------- | --------------------- | --------------------- | --------------- | ------------ | ----------- |
| Geluk is niet te koop                                         | 1987                  | 13-06-1987            | tip11           | -            |             |
| Dans nog eenmaal met mij                                      | 1988                  | 15-10-1988            | tip14           | -            |             |
| Jou herken ik met gesloten ogen                               | 1989                  | 18-03-1989            | tip17           | -            |             |
| Rode rozen gaf jij aan mij                                    | 1990                  | 07-04-1990            | 33              | 4            |             |
| Lieveling, heb jij me niet meer nodig                         | 1990                  | 13-10-1990            | 27              | 4            |             |
| Moest dat nou?                                                | 1991                  | 09-03-1991            | tip9            | -            |             |
| Vraag niet hoe het kan                                        | 1991                  | 21-09-1991            | tip9            | -            |             |
| Nemen en geven                                                | 1992                  | 25-04-1992            | tip13           | -            |             |
| De zee die neemt, de zee die geeft                            | 1993                  | 31-07-1993            | tip19           | -            |             |